# Llau de Sellent
La llau de Sellent és una llau del terme de Conca de Dalt, al Pallars Jussà, dins de l'antic terme d'Hortoneda de la Conca, en territori del poble de Pessonada.
Es forma a llevant de Pessonada, al capdamunt de la Serra de Pessonada al nord del Roquissot, des d'on davalla cap a l'est-sud-oest per saltar, en cas de pluja, la cinglera de la Serra de Pessonada just a llevant del poble de Pessonada. Les seves aigües contribueixen a formar la llau de la Marrada.